# Sanguisorba verrucosa
Sanguisorba verrucosa är en rosväxtart som först beskrevs av George Don jr, och fick sitt nu gällande namn av Vincenzo de Cesati. Sanguisorba verrucosa ingår i släktet storpimpineller, och familjen rosväxter. Inga underarter finns listade i Catalogue of Life.

## Bildgalleri

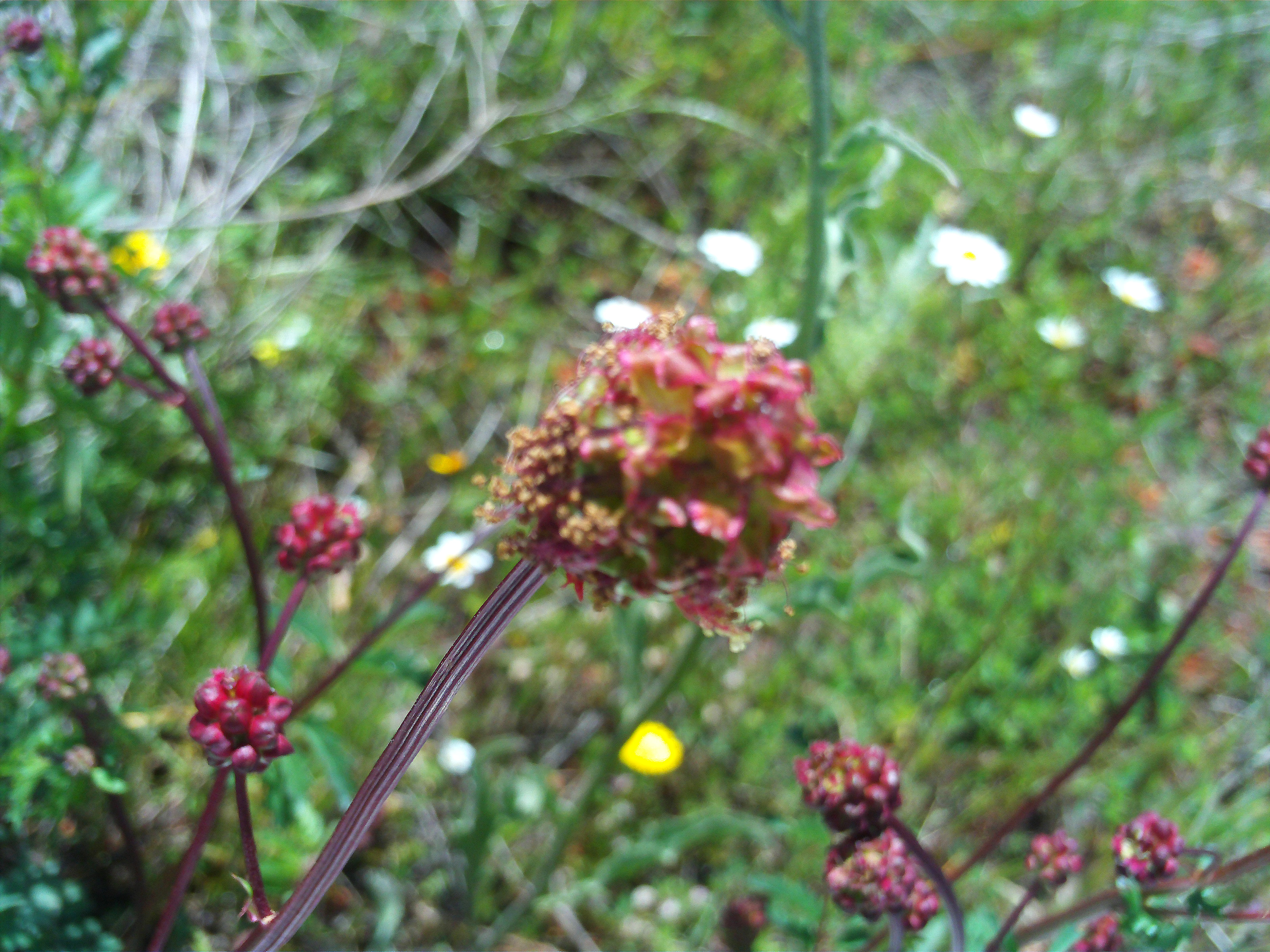
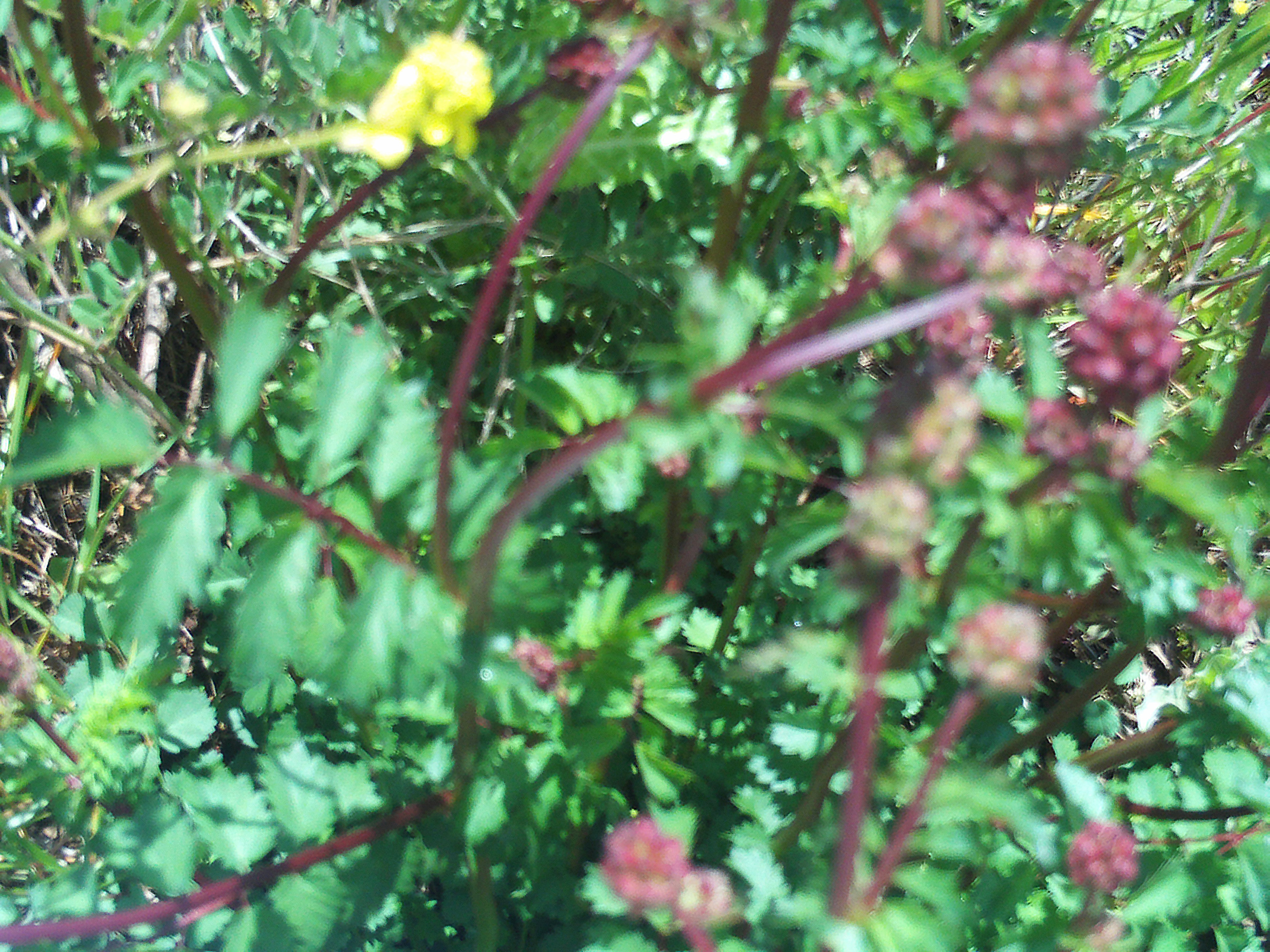
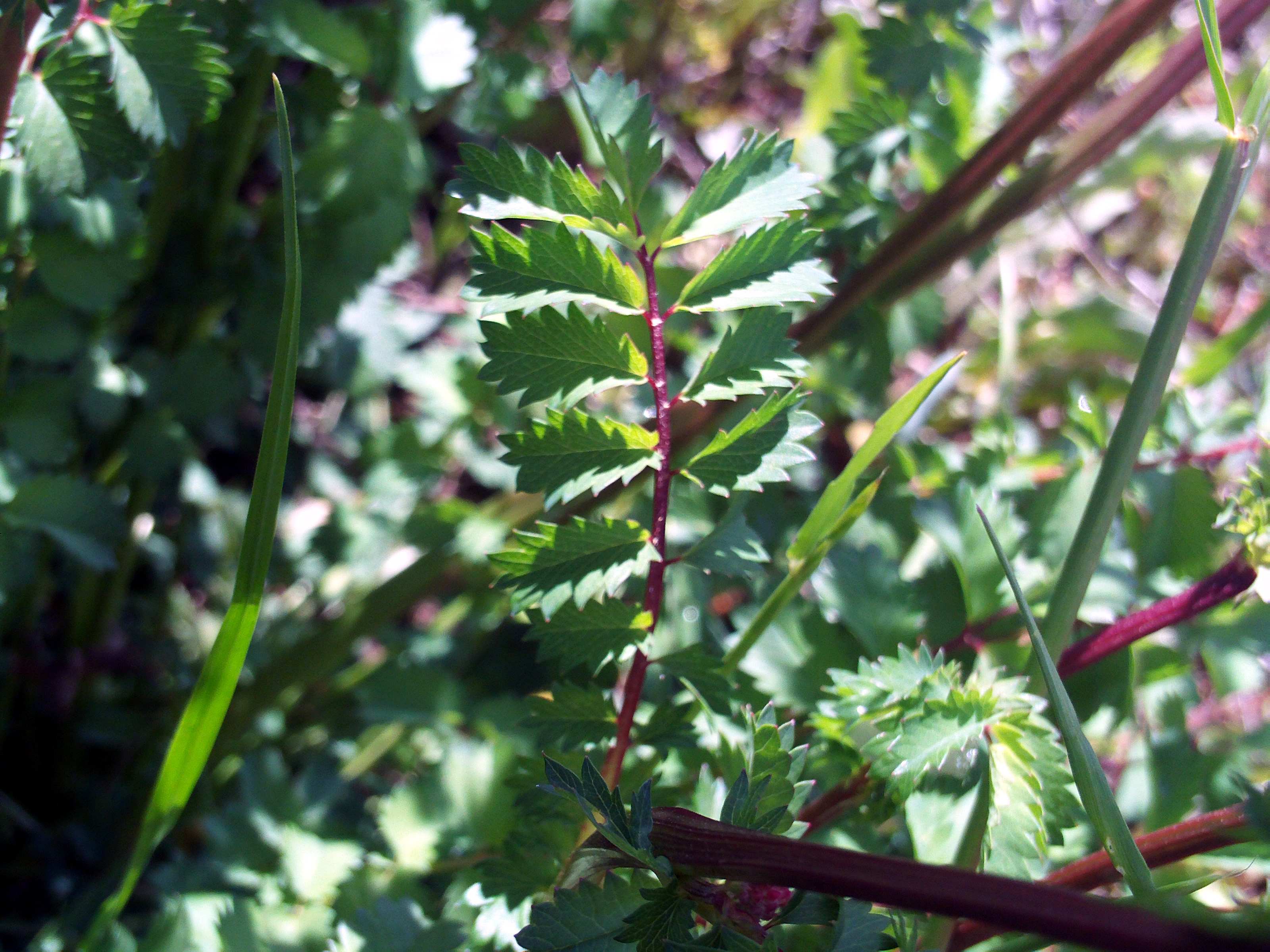